# Anopsicus davisi
Anopsicus davisi är en spindelart som först beskrevs av Willis J. Gertsch 1939.  Anopsicus davisi ingår i släktet Anopsicus och familjen dallerspindlar. Inga underarter finns listade i Catalogue of Life.